# Henri Louis Frédéric de Saussure

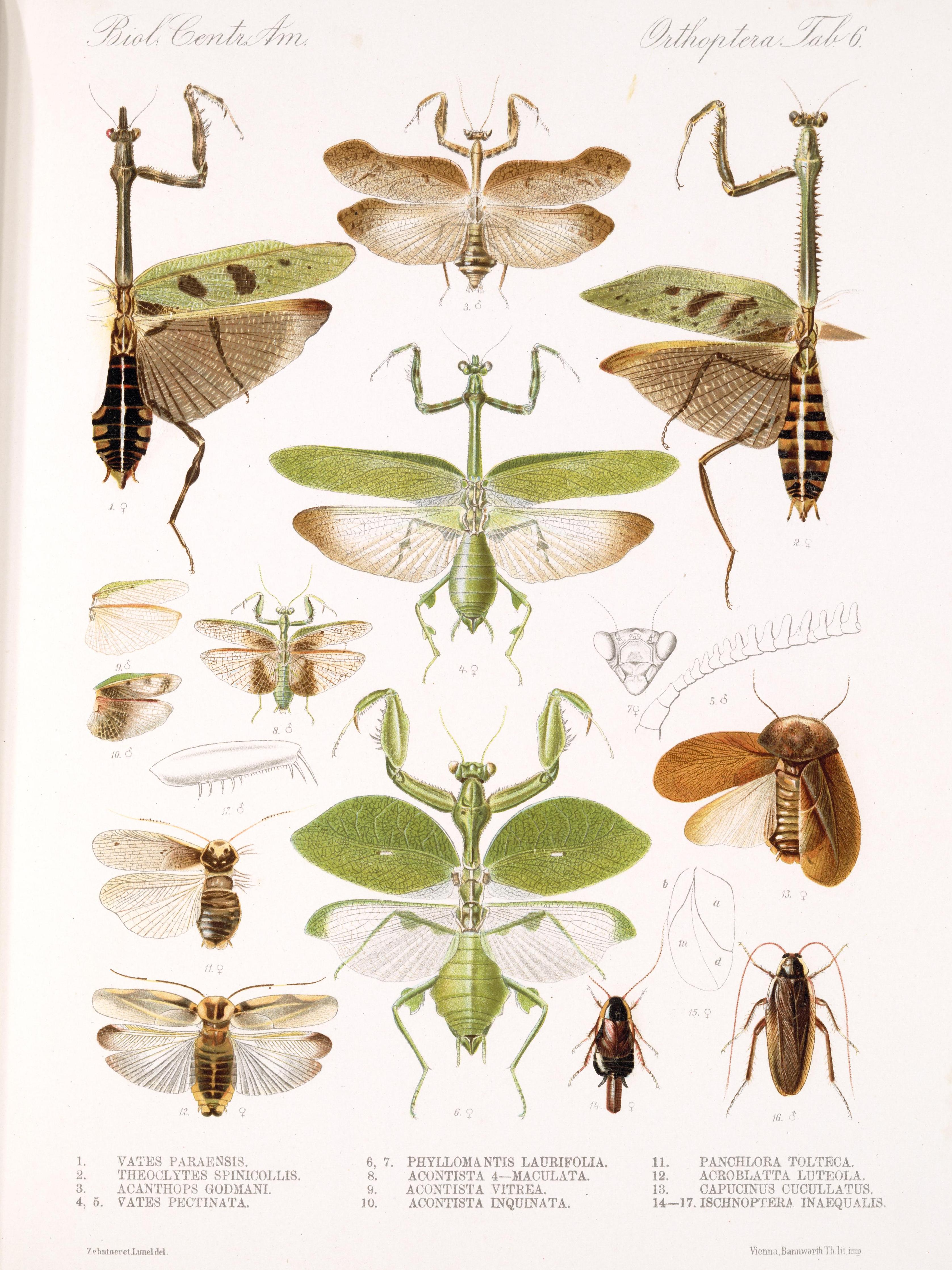
Plancha de Biologia centrali-americana. Insecta. Orthoptera

Henri Louis Frédéric de Saussure (Ginebra, 27 de noviembre de 1829 - Ginebra, 20 de febrero de 1905) fue un naturalista, geólogo, y entomólogo suizo; especialista en estudios de Hymenoptera y Orthoptera. También fue un prolífico taxónomo.
Su educación primaria fue en Briquet, para luego, hacer el nivel avanzado en el "Instituto de Fellenberg". Allí, en Fellenberg fue alumno de François Jules Pictet de la Rive quien lo introdujo en la entomología. Después de varios años de estudio en París, donde recibió el grado de licenciado de la Facultad de París, y obteniendo el doctorado de la Universidad de Gießen.
De su obra mayormente en Hymenoptera y en Orthoptera, publicó su primer artículo, en 1852, sobre avispas solitarias.
En 1854, exploró las Indias Occidentales, luego México y EE. UU., donde se encontró con Jean-Louis-Rodolphe Agassiz (1807-1873). Retornó a Suiza en 1856 trayendo colecciones de insectos americanos, miriápodos, crustáceos, aves y mamíferos.
También se interesó en geografía, geología y etnología, fundando la Sociedad Geográfica de Ginebra, en 1858.
También fue miembro del comité de gestión del Museo de Historia Natural de Ginebra , velando porque sus colecciones de himenópteros y ortópteros se convirtieran en uno de los mejores en el mundo.
Tuvo nueve hijos, entre ellos, su primogénito, el lingüista Ferdinand de Saussure, y René de Saussure.

## Honores
- 1872, miembro honorario de la Sociedad Entomológica de Londres

## Algunas publicaciones

### Hymenoptera
- Études sur la Famille des Vespides. 1. Monographie des Guêpes solitaires, ou de la Tribu des Euméniens, comprenant la Classification et la Description de toutes les Espèces connues jusqu'à ce Jour, et servant de complément au Manuel de Lepeletier de Saint Fargeau. Paris : Masson pp. 1–128 pls ii-v, vii, x, xiv 1852

- Note sur la tribu des Masariens et principalement sur le Masaris vespiformis. Ann. Soc. Entomol. Fr. (3)1: xvii-xxi 1853

- Note sur quelques mammifères du Mexique. In: Revue et magasin de zoologie, Paris, 23. Jahr, pp. 5-494

- Études sur la Famille des Vespides. 2. Monographie des Guêpes Sociales, ou de la Tribu des Vespiens, ouvrage faisant suite à la Monographies des Guêpes Solitaires. Paris : Masson pp. 1–96 pls 2-8, 13. 1853

- Études sur la Famille des Vespides. Troisième Partie comprenant la Monographie des Masariens et un Supplément à la Monographie des Eumeniens. Paris : Masson pp. 1–48 pls i-v 1854

- Études sur la Famille des Vespides. 2. Monographie des Guêpes Sociales, ou de la Tribu des Vespiens, ouvrage faisant suite à la Monographies des Guêpes Solitaires. Paris : Masson pp. 97–256 pls 9-12, 14-18, 20-24, 27-33. 1854

- Études sur la Famille des Vespides. Troisième Partie comprenant la Monographie des Masariens et un Supplément à la Monographie des Eumeniens. Paris : Masson pp. 49–288 pls vi-xiv 1855

- Études sur la Famille des Vespides. Troisième Partie comprenant la Monographie des Masariens et un Supplément à la Monographie des Eumeniens. Paris : Masson pp. 289–352 pls xv-xvi 1856

- Mélanges hyménoptérologiques. Extracto del tomo XIV "mémoires de la Société de Physique etc. Ginebra, Cherbuliez, París, Masson. 1854

- Coup d'oeil sur l'hydrologie du Mexique, principalement de la partie orientale : accompagné de quelques observations sur la nature physique de ce pays. Fick, Genf 1862

- Mélanges hyménoptérologiques. Mém. Soc. Phys. Hist. Nat. Genève 17: 171-244. 1863

- Hymenoptera. In, Reise der österreichischen Fregatte Novara um die Erde in den Jahren 1857, 1858, 1859 den unter den Befehlen des Commodore B. von Wüllerstorf-Urbair. Zoologischer Theil. Viena : K-K Hof- und Staatsdrückerei Vol. 2 (1ª) 138 pp. 1867

### Orthoptera
- Etudes sur la famille des vespides. J. Cherbuliez, Genf & V. Masson, Paris 1852-1858 (3 vols.)

- Essai d'une faune des myriapodes du Mexique avec la description de quelques espèces des autres parties de l'Amérique. Fick, Genf 1860

- con Jules Sichel. Catalogue des espèces de l'ancien genre Scolia, contenant les diagnoses, les descriptions et la synonymie des espèces avec des remarques explicatives et critiques = Catalogus specierum generis Scolia (sensu latiori). H. Georg Genf und V. Masson, Paris, 1864
- Hymenoptera. Kaiserlich-königliche Hof- und Staatsdruckerei, Viena 1868

- Essai d'un système des Mantides. Mitt. Schweiz. Entomol. Ges. 3: 49-73. 1869

- con A. Humbert. Etudes sur les myriapodes.Imprimerie Nationale, Paris 1872
- Synopsis of American wasps. Smithsonian institution, Washington 1875

- Additions au système des Mantides. Mitt. Schweiz. Entomol. Ges. 3: 221-244. 1870

- Mélanges Orthoptérologiques. Fasc. 3. Mem. Soc. Phys. Hist. Nat. Genève 21 (1): 1-214. 1871

- Mélanges Orthoptérologiques. Supplément au IIIme Fascicule. Mem. Soc. Phys. Hist. Nat. Genève 21(1): 239-336. 1871

- Mélanges Orthoptérologiques. Fasc. 4. Mem. Soc. Phys. Hist. Nat. Genève 23: 1-160. 1872
- Prodrome des oedipiens : insectes de l'ordre des orthoptères. H. Georg, Genf 1888

- con Auguste Bormans, conde de, Lawrence Bruner; Frederick Du Cane Godman, Osbert Salvin, Albert P. Morse, Alphonse Pictet, Robert Walter, Campbell Shelford, Leo Zehntner Biologia centrali-americana. Insecta. Orthoptera Londres, publicado por los editores R.H. Porter 1893-1909

- Saussure, H. de & Zehntner, L. Histoire naturelle des Blattides et Mantides. pp. 147–244 in *Grandidier. A. (ed.) Histoire Physique, Naturelle et Politique de Madagascar. Paris : Librairie Hachette et Cie Vol. 23 Orthoptères. 1895

- Histoire naturelle des orthoptères. Imprimerie nationale, Paris 1895

- Histoire naturelle des hyménoptères. Imprimerie nationale, Paris 1890-1892 (3 vols.)

- Myriapodes de Madagascar. Imprimerie nationale, Paris 1902

## Abreviatura (zoología)
La abreviatura Saussure  se emplea para indicar a Henri Louis Frédéric de Saussure como autoridad en la descripción y taxonomía en zoología.

## Literatura
- L. Léjéallien. Henri de Saussure. In: Journal de la Société des Américanistes, Band 3, Nr. 1, 1906, pp. 97–99

- E.V. Henri de Saussure. En: Journal de Genève, 23 de febrero de 1905, pp. 2. (Nekrologie, französisch)